# 李世奇
李世奇（？—17世紀），字亮先，號豫石，福建漳州府海澄縣人，明朝、南明政治人物。

## 生平
李世奇九歲時父親逝世，專心侍奉後母，被稱為孝子；成為諸生後，縣內出現紅毛賊，劉斯［土來］計劃修築港口堡，旁人都認為是件苦差，不肯承擔，他說：「讓我來把，堡壘不堅固，等如無堡壘。」盜寇來到，人民因為有港口堡才得以安堵。萬曆四十六年（1618年）中戊午科舉人，崇禎四年（1631年）他中辛未科進士，刑部观政，改庶吉士，做事豪爽，總會為民抗疏；後母年老，占卜得知會在六十二歲時去世，故他向朝廷請求終養後母。部門催促他供職，他連續上疏說：「之前朝廷考慮我有七十九歲的母讓我親歸鄉，現在怎能要我離開八十九歲的母親出仕。」陸清源推薦他任職舍官，能專心養育母親，又能敦睦鄉族，居家亦能報國、利濟民生。
隆武元年（1645年），南明朝廷升任他為左庶子、侍讀，命相關部門月給石米贍養他的母親，在當時視作特例。七月時隆武帝駕臨國子監，他和賴垓一同進講；汀州之變後，他剛剛歿葬母親，悲憤絕食而死。

## 引用
1. 1 2  錢海岳《南明史·卷四十四·列傳第二十》：李世奇，字亮先，海澄人。九歲喪父，善事後母，人稱孝子。為諸生時，邑有紅毛警，劉斯［土來］謀修港口堡，眾憚其勞，無肯任者。世奇曰：「吾當任之，堡不堅，如無堡也。」已而寇至，民以安堵。崇禎四年成進士，改庶吉士。慷慨任事，抗疏上之。念母老，筮得豫之六二，曰：「是其系之，曰介于石，吾其還也。」遂乞終養。
2. ↑  《崇祯四年辛未科三百五十名进士履历》：李世奇，豫石，易一房，甲辰正月十三日生。漳浦人，戊午六十，会三十八，二甲五十七名。刑部政，授翰林院庶吉士，壬申终养。曾祖体仁。祖子乾。父生禄。
3. ↑  錢海岳《南明史·卷四十四·列傳第二十》：部催供職，連具疏云：「前既念七十九歲之母以歸，今安能舍八十九歲之母以出。」陸清源疏薦舍官，專以養親，因而敦睦鄉族，居家亦能報國，要在利濟生民。隆武元年，亦擢左庶子侍讀，命有司月給石米贍其母，異數也。七月，上幸國學，（賴）垓、世奇同進講。垓聞汀州變，憂憤卒，或曰與李光龍從上遜亡。世奇母歿葬訖，悲憤不食卒。